# コマ送り
コマ送り（コマおくり）とは、動画再生機器の使用法または機能のひとつで、映像媒体に記録されたコマを、1つ1つ確認できる程度の低い速度で再生することである。
ビデオテープを例に取ると、1秒間に約30コマ（正確には29.97コマ）記録されているコマを、コマ送りする機能が備わっているビデオカメラ、ビデオデッキ、PCソフトなどによって1コマ1秒程度で再生することができる。
磁気テープを用いる映像録画再生機器では、コマ送りを行うと、その構造上、ヘッドや磁気テープに大きな負担がかかる。そのため、多くの機種では、コマ送り再生中に5分経過すると、自動的に停止する安全機構が装備されている。
ビデオディスク、ハードディスクレコーダー、動画ファイル（メディアプレイヤーソフト）では、任意のタイミングで順方向や逆方向（コマ戻し）ができる場合がある。